# Parrocchie della diocesi di Chiavari

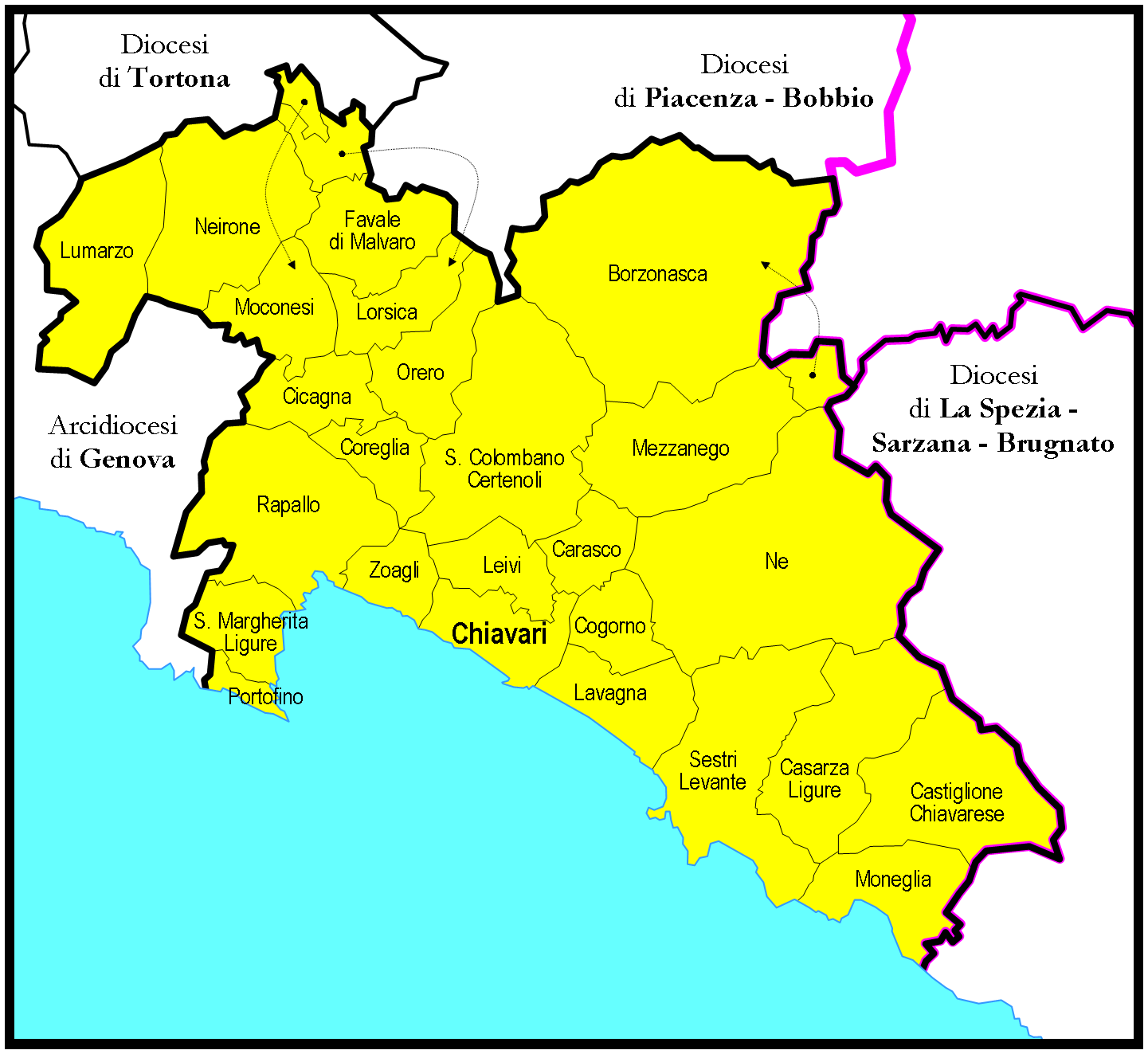
Il territorio della diocesi

Le parrocchie della diocesi di Chiavari sono 140.

## Vicariati
La diocesi è organizzata in 5 vicariati. 

### Vicariato di Chiavari-Lavagna
Questo vicariato comprende i comuni di Chiavari, Lavagna e Leivi.
| Parrocchia                               | Patrono                            | Comune   | Frazione/Quartiere | Web |
| ---------------------------------------- | ---------------------------------- | -------- | ------------------ | --- |
| Chiavari - Cattedrale                    | Santa Maria dell'Orto              | Chiavari | centro             |     |
| Chiavari - San Giovanni Battista         | San Giovanni Battista              | Chiavari | centro             |     |
| Bacezza                                  | Santa Maria e San Biagio           | Chiavari | Bacezza            |     |
| Barassi                                  | San Pietro Apostolo                | Lavagna  | Barassi e Cerreto  |     |
| Campodonico                              | Santi Maria della Pace e Bernardo  | Chiavari | Campodonico        |     |
| Caperana                                 | Santa Margherita Vergine e Martire | Chiavari | Caperana           |     |
| Cavi                                     | Santissima Concezione              | Lavagna  | Cavi di Lavagna    |     |
| Centaura                                 | Santa Giulia                       | Lavagna  | centro             |     |
| Curlo                                    | San Tommaso Apostolo               | Leivi    | Curlo              |     |
| Lavagna - duomo                          | Santo Stefano Protomartire         | Lavagna  | centro             |     |
| Lavagna - Santa Maria Madre della Chiesa | Santa Maria Madre della Chiesa     | Lavagna  | centro             |     |
| Leivi                                    | San Rufino                         | Leivi    | centro             |     |
| Maxena                                   | San Martino Vescovo                | Chiavari | Maxena             |     |
| Piani di Ri                              | San Giuseppe                       | Chiavari | Piani di Ri        |     |
| Ponte                                    | Santa Maria del Ponte              | Lavagna  | Ponte              |     |
| Ri                                       | San Michele Arcangelo              | Chiavari | Ri                 |     |
| Rovereto Genovese                        | Sant'Andrea Apostolo               | Chiavari | Rovereto           |     |
| Rupinaro                                 | San Giacomo Apostolo               | Chiavari | Rupinaro           |     |
| Sampierdicanne                           | San Pietro Apostolo                | Chiavari | Sampierdicanne     |     |
| San Bartolomeo di Leivi                  | San Michele Arcangelo              | Leivi    | San Bartolomeo     |     |
| Sanguineto                               | Sant'Antonino Martire              | Chiavari | Sanguineto         |     |
| Sorlana                                  | Santa Maria Assunta                | Lavagna  | Sorlana            |     |

### Vicariato di Rapallo-Santa Margherita Ligure
Questo vicariato comprende i comuni di Portofino, Rapallo, Santa Margherita Ligure e Zoagli.
| Parrocchia              | Patrono                            | Comune                  | Frazione/Quartiere        | Web |
| ----------------------- | ---------------------------------- | ----------------------- | ------------------------- | --- |
| Rapallo                 | Santi Gervasio e Protasio          | Rapallo                 | centro                    |     |
| Santa Margherita Ligure | Santa Margherita Vergine e Martire | Santa Margherita Ligure | centro                    |     |
| Assereto                | San Quirico                        | Rapallo                 | Assereto                  |     |
| Corte                   | San Giacomo Apostolo               | Santa Margherita Ligure | Corte                     |     |
| Nozarego                | Santa Maria Assunta                | Santa Margherita Ligure | Nozarego                  |     |
| Portofino               | San Martino Vescovo                | Portofino               | centro                    |     |
| San Lorenzo della Costa | San Lorenzo Martire                | Santa Margherita Ligure | San Lorenzo della Costa   |     |
| San Martino di Noceto   | San Martino Vescovo                | Rapallo                 | San Martino di Noceto     |     |
| San Massimo             | San Massimo                        | Rapallo                 | San Massimo               |     |
| San Maurizio di Monti   | San Maurizio                       | Rapallo                 | San Maurizio di Monti     |     |
| San Michele di Pagana   | San Michele Arcangelo              | Rapallo                 | San Michele di Pagana     |     |
| San Pietro di Novella   | San Pietro Apostolo                | Rapallo                 | San Pietro di Novella     |     |
| San Pietro di Rovereto  | San Pietro Apostolo                | Zoagli                  | San Pietro di Rovereto    |     |
| Sant'Andrea di Foggia   | Sant'Andrea Apostolo               | Rapallo                 | Sant'Andrea di Foggia     |     |
| San Siro                | San Siro                           | Santa Margherita Ligure | San Siro                  |     |
| Santa Maria del Campo   | Santa Maria                        | Rapallo                 | Santa Maria del Campo     |     |
| Sant'Ambrogio           | Sant'Ambrogio                      | Zoagli                  | Sant'Ambrogio della Costa |     |
| Sant'Anna               | Sant'Anna                          | Rapallo                 | Sant'Anna                 |     |
| Semorile                | San Giovanni Battista              | Zoagli                  | Semorile                  |     |
| Zoagli                  | San Martino Vescovo                | Zoagli                  | centro                    |     |

### Vicariato di Sestri Levante
Questo vicariato comprende i comuni di Castiglione Chiavarese, Casarza Ligure, Moneglia e Sestri Levante.
| Parrocchia                    | Patrono                              | Comune                 | Frazione/Quartiere            | Web |
| ----------------------------- | ------------------------------------ | ---------------------- | ----------------------------- | --- |
| Sestri Levante - duomo        | Santa Maria di Nazareth              | Sestri Levante         | centro                        |     |
| Sestri Levante - Sant'Antonio | Sant'Antonio di Padova               | Sestri Levante         | centro                        |     |
| Bargone                       | San Martino Vescovo                  | Casarza Ligure         | Bargone                       |     |
| Campegli                      | Santi Rocco e Gaetano                | Castiglione Chiavarese | Campegli                      |     |
| Cardini                       | San Bernardo e Santissima Concezione | Casarza Ligure         | Cardini                       |     |
| Casarza Ligure                | San Michele Arcangelo                | Casarza Ligure         | centro                        |     |
| Castiglione Chiavarese        | Sant'Antonino                        | Castiglione Chiavarese | centro                        |     |
| Fossa Lupara                  | Santa Margherita Vergine e Martire   | Sestri Levante         | Fossa Lupara                  |     |
| Francolano                    | Santa Maria della Speranza           | Casarza Ligure         | Francolano                    |     |
| Lemeglio                      | Santa Maria Assunta                  | Moneglia               | Lemeglio                      |     |
| Loto                          | San Giacomo Apostolo                 | Sestri Levante         | Loto                          |     |
| Massasco                      | Santa Maria Assunta                  | Casarza Ligure         | Massasco                      |     |
| Masso                         | San Michele Arcangelo                | Castiglione Chiavarese | Masso                         |     |
| Missano                       | Santa Maria Assunta                  | Castiglione Chiavarese | Missano                       |     |
| Moneglia - duomo              | Santa Croce                          | Moneglia               | centro                        |     |
| Moneglia - San Giorgio        | San Giorgio Martire                  | Moneglia               | centro                        |     |
| Pila sul Gromolo              | San Paolo Apostolo                   | Sestri Levante         | Pila sul Gromolo              |     |
| Riva                          | San Pietro Apostolo                  | Sestri Levante         | Riva                          |     |
| Ponte Santo Stefano           | Santo Stefano Protomartire           | Sestri Levante         | Ponte Santo Stefano           |     |
| San Bartolomeo della Ginestra | San Bartolomeo Apostolo              | Sestri Levante         | San Bartolomeo della Ginestra |     |
| San Bernardo delle Cascine    | San Bernardo Abate                   | Sestri Levante         | San Bernardo delle Cascine    |     |
| San Pietro Frascati           | San Pietro Apostolo                  | Castiglione Chiavarese | San Pietro Frascati           |     |
| San Saturnino                 | San Saturnino                        | Moneglia               | San Saturnino                 |     |
| Santa Vittoria di Libiola     | Santa Vittoria                       | Sestri Levante         | Santa Vittoria di Libiola     |     |
| Trigoso                       | Santa Sabina                         | Sestri Levante         | Trigoso                       |     |
| Velva                         | San Martino Vescovo                  | Castiglione Chiavarese | Velva                         |     |
| Verici                        | San Lorenzo Martire                  | Casarza Ligure         | Verici                        |     |

### Vicariato di Sturla e Graveglia
Questo vicariato comprende i comuni di Borzonasca, Carasco, Cogorno e Mezzanego e Ne e la gran parte di quello di San Colombano Certenoli; la restante porzione di territorio di quest'ultimo (la frazione di Aveggio) fa parte del vicariato della Val Fontanabuona.
| Parrocchia                | Patrono                            | Comune                  | Frazione/Quartiere        | Web |
| ------------------------- | ---------------------------------- | ----------------------- | ------------------------- | --- |
| Graveglia                 | Sant'Eufemiano                     | Carasco                 | Graveglia                 |     |
| Acero                     | San Rocco                          | Borzonasca              | Acero                     |     |
| Arzeno                    | San Lorenzo Martire                | Ne                      | Arzeno                    |     |
| Baranzuolo                | San Maurizio                       | San Colombano Certenoli | Baranzuolo                |     |
| Belpiano                  | San Giovanni Battista              | Borzonasca              | Belpiano                  |     |
| Borgonovo Ligure          | Santa Maria ad Nives               | Mezzanego               | Borgonovo Ligure          |     |
| Borzonasca                | San Bartolomeo Apostolo            | Borzonasca              | centro                    |     |
| Borzone                   | Sant'Andrea Apostolo               | Borzonasca              | Borzone                   |     |
| Breccanecca               | Sant'Antonino                      | Cogorno                 | Breccanecca               |     |
| Brizzolara                | Santa Margherita Vergine e Martire | Borzonasca              | Brizzolara                |     |
| Caminata                  | San Martino Vescovo                | Ne                      | Caminata                  |     |
| Campo di Ne               | Santa Maria Assunta                | Ne                      | Campo                     |     |
| Camposasco                | Santa Maria                        | San Colombano Certenoli | Camposasco                |     |
| Carasco                   | San Marziano                       | Carasco                 | centro                    |     |
| Caregli                   | Santi Vincenzo e Anastasio         | Borzonasca              | Caregli                   |     |
| Celesia                   | San Bernardo Abate                 | San Colombano Certenoli | Celesia                   |     |
| Certenoli                 | Santa Maria Assunta                | San Colombano Certenoli | Certenoli                 |     |
| Chiesanuova               | San Biagio                         | Ne                      | Chiesanuova               |     |
| Cichero                   | Santo Stefano Protomartire         | San Colombano Certenoli | Cichero                   |     |
| Cogorno                   | San Lorenzo Martire                | Cogorno                 | centro                    |     |
| Levaggi                   | San Lorenzo Martire                | Borzonasca              | Levaggi                   |     |
| Mezzanego                 | Santa Maria Assunta                | Mezzanego               | centro                    |     |
| Montemoggio               | San Lorenzo Martire                | Borzonasca              | Montemoggio               |     |
| Monticelli                | Santa Maria                        | Cogorno                 | Monticelli                |     |
| Nascio                    | Santi Maria e Michele Arcangelo    | Ne                      | Nascio                    |     |
| Paggi                     | San Nicolò Vescovo                 | Carasco                 | Paggi                     |     |
| Pontori                   | Sant'Antonio di Padova             | Ne                      | Pontori                   |     |
| Prato Sopralacroce        | Santa Maria Assunta                | Borzonasca              | Prato Sopralacroce        |     |
| Reppia                    | Sant'Apollinare                    | Ne                      | Reppia                    |     |
| Rivarola                  | San Quirico                        | Carasco                 | Rivarola                  |     |
| Romaggi                   | San Michele Arcangelo              | San Colombano Certenoli | Romaggi                   |     |
| Sambuceto                 | Santi Cipriano e Giustina          | Ne                      | Sambuceto                 |     |
| San Colombano di Vignale  | San Colombano                      | San Colombano Certenoli | centro                    |     |
| San Colombano della Costa | San Colombano                      | Cogorno                 | San Colombano della Costa |     |
| San Martino al Monte      | San Martino Vescovo                | San Colombano Certenoli | San Martino al Monte      |     |
| San Pietro di Sturla      | San Pietro Apostolo                | Carasco                 | San Pietro di Sturla      |     |
| San Siro Foce             | San Siro                           | Mezzanego               | San Siro Foce             |     |
| Santa Maria di Sturla     | Santa Maria                        | Carasco                 | Santa Maria di Sturla     |     |
| Statale                   | San Bartolomeo Apostolo            | Ne                      | Statale                   |     |
| Temossi                   | Santa Maria Assunta                | Borzonasca              | Temossi                   |     |
| Vignolo                   | San Michele Arcangelo              | Mezzanego               | Vignolo                   |     |
| Zerli                     | San Pietro Apostolo                | Ne                      | Zerli                     |     |

### Vicariato della Val Fontanabuona
Questo vicariato comprende i comuni di Cicagna, Coreglia Ligure, Favale di Malvaro, Lorsica, Lumarzo, Moconesi, Neirone, Orero e San Colombano Certenoli (solamente la frazione di Aveggio in quanto le restanti frazioni fanno parte del vicariato di Sturla e Graveglia).
| Parrocchia        | Patrono                                | Comune                  | Frazione/Quartiere | Web                                         |
| ----------------- | -------------------------------------- | ----------------------- | ------------------ | ------------------------------------------- |
| Cicagna           | San Giovanni Battista                  | Cicagna                 | centro             | https://www.diocesichiavari.it/?page_id=935 |
| Aveggio           | Santissima Trinità                     | San Colombano Certenoli | Aveggio            |                                             |
| Barbagelata       | San Giuseppe                           | Lorsica                 | Barbagelata        |                                             |
| Boasi             | San Tommaso Apostolo                   | Lumarzo                 | Boasi              |                                             |
| Canevale          | San Giacomo Apostolo                   | Coreglia Ligure         | Canevale           |                                             |
| Castagnelo        | Nostra Signora dell'Orto               | Lorsica                 | Castagnelo         |                                             |
| Coreglia Ligure   | San Nicolò Vescovo                     | Coreglia Ligure         | centro             |                                             |
| Cornia            | Sant'Ambrogio                          | Moconesi                | Cornia             |                                             |
| Dezerega          | San Martino Vescovo                    | Coreglia Ligure         | Dezerega           |                                             |
| Favale di Malvaro | San Vincenzo Martire                   | Favale di Malvaro       | centro             |                                             |
| Ferrada           | Sacro Cuore di Gesù e Santa Margherita | Moconesi                | Ferrada            |                                             |
| Gattorna          | San Giacomo Apostolo                   | Moconesi                | Gattorna           |                                             |
| Lorsica           | Santa Maria                            | Lorsica                 | centro             |                                             |
| Lumarzo           | Santa Maria Maddalena                  | Lumarzo                 | centro             |                                             |
| Moconesi          | Santi Giuseppe e Margherita            | Moconesi                | centro             |                                             |
| Monteghirfo       | San Bernardo Abate                     | Favale di Malvaro       | Monteghirfo        |                                             |
| Neirone           | San Maurizio                           | Neirone                 | centro             |                                             |
| Ognio             | San Rocco                              | Neirone                 | Ognio              |                                             |
| Orero             | Sant'Ambrogio                          | Orero                   | centro             |                                             |
| Pannesi           | Santo Stefano Protomartire             | Lumarzo                 | centro             |                                             |
| Pianezza          | San Rocco                              | Cicagna                 | Pianezza           |                                             |
| Roccatagliata     | San Lorenzo Martire                    | Neirone                 | Roccatagliata      |                                             |
| Serra             | San Bartolomeo Apostolo                | Cicagna                 | Serra              |                                             |
| Soglio            | San Michele Arcangelo                  | Orero                   | Soglio             |                                             |
| Tasso             | Santa Margherita                       | Lumarzo                 | Tasso              |                                             |
| Urri              | San Marco Evangelista                  | Neirone                 | Urri               |                                             |
| Vallebona         | San Maurizio                           | Lumarzo                 | Vallebona          |                                             |
| Verzi             | Sant'Andrea Apostolo                   | Lorsica                 | Verzi              |                                             |